# Ten (válogatásalbum)
A Ten az angol Girls Aloud lánybanda második válogatásalbuma. A lemez az tizennégy kislemezt és négy új dalt tartalmaz.

## Dallista

### Ten- szabvány kiadás
1. "Something New" (Brian Higgins, Wayne Hector, Tim Deal, Matt Gray, Carla Marie Williams, Tove Nilsson, Nicola Roberts, Florence Arnold) – 3:20
2. "The Promise" (Miranda Cooper, Higgins, Jason Resch, Kieran Jones, Williams, Nick Coler, Tim Powell) – 3:43
3. "The Loving Kind" (Cooper, Higgins, Powell, Neil Tennant, Chris Lowe) – 3:59
4. "Untouchable" (Cooper, Higgins, Powell, Gray) – 3:48
5. "Sexy! No, No, No..." (Pete Agnew, Myra Antonia Boyle, Manny Charlton, Cheryl Cole, Coler, Cooper, Lisa Cowling, Nadine Coyle, Gray, Sarah Harding, Higgins, Dan McCafferty, Powell, Roberts, Darrell Sweet, Kimberley Walsh, Williams) – 3:18
6. "Call the Shots" (Higgins, Cooper, Powell, Giselle Sommerville, Cowling) – 3:43
7. "Can't Speak French" (Cooper, Higgins, Powell, Coler, Jody Lei, Williams) – 3:19
8. "Something Kinda Ooooh" (Cooper, Higgins, Powell, Coler, Lei, Somerville) – 3:20
9. "Biology" (Cooper, Higgins, Cowling, Powell, Sommerville) – 3:35
10. "The Show" (Cooper, Higgins, Cowling, Jon Shave, Powell) – 3:36
11. "Love Machine" (Cooper, Higgins, Powell, Coler, Cowling, Boyle, Shawn Lee) – 3:25
12. "I'll Stand by You" (Tom Kelly, Chrissie Hynde, William Steinberg) – 3:43
13. "Jump" (Marti Sharron, Gary Paul Skardina, Steve Mitchell) – 3:39
14. "No Good Advice" (Cooper, Higgins, Cowling, Coler, Lene Nystrøm) – 3:47
15. "Sound of the Underground" (Cooper, Niara Scarlett, Higgins) – 3:41
16. "On the Metro" (Roberts, Jason Pebworth, George Astasio, Shave, Dan Stein) – 3:12
17. "Beautiful 'Cause You Love Me" (Rachel Moulden) – 3:28
18. "Every Now and Then" (Higgins, Hector, Cooper, Annie Yuill, André Tegeler, Jaxon Bellina, Deal, Gray) – 4:25

### Ten- díszdobozos kiadás (lemez 2)
1. "Graffiti My Soul" – 3:14
2. "Wake Me Up" (Cooper, Higgins, Powell, Cowling, Lee, Paul Woods, Yusra Maru'e) – 3:10
3. "Wild Horses" (Cooper, Higgins, Coler, Cowling, Boyle, Lee) – 3:23
4. "Swinging London Town" (Cooper, Higgins, Powell, Gray) – 4:02
5. "Whole Lotta History" (Cooper, Higgins, Cowling, Sommervile, Larcombe) – 3:47
6. "Crazy Fool" (Cole, Cooper, Coyle, Harding, Higgins, Roberts, Shave, Walsh) – 3:34
7. "Girl Overboard" (Cooper, Higgins, Powell, Coler, Lei) – 4:09
8. "Black Jacks" (Cooper, Higgins, Powell, Coler, Cowling) – 4:20
9. "Hoxton Heroes" (Cole, Cooper, Coyle, Harding, Higgins, Powell, Owen Parker, Roberts, Walsh) – 3:00
10. "Memory of You" (Cole, Cooper, Coyle, Harding, Higgins, Powell, Roberts, Sommerville, Walsh) – 3:48

### Ten- díszdobozos kiadás (lemez 3)
1. "The Passions of Girls Aloud: Sarah" – 46:01
2. "The Passions of Girls Aloud: Cheryl" – 47:30

### Ten- díszdobozos kiadás (lemez 4)
1. "The Passions of Girls Aloud: Kimberley" – 48:13
2. "The Passions of Girls Aloud: Nicola" – 45:46